# 天元戦
天元戦（てんげんせん）は、新聞5社連合（北海道新聞社、中日新聞社、神戸新聞社、徳島新聞社、西日本新聞社）及び日本棋院・関西棋院が主催する囲碁の棋戦で、タイトル戦のひとつ。挑戦手合の勝者は天元のタイトル称号を得る。

## 概略
前身は日本棋院選手権戦。創設にあたり、関西棋院でおこなわれていた関西棋院選手権戦（神戸新聞社主催）も統合された。
トーナメント戦による勝者がタイトル保持者と五番勝負を行い、優勝者を決める。毎年11月から12月にかけて五番勝負を行うことから、一年間の碁界を締めくくるタイトル戦である。名称は碁盤の中心点である「天元」から採られている。
トーナメント制である上に、同様の十段戦・王座戦・碁聖戦に比べて本戦トーナメントの出場枠が多い（28名+α）のが特徴で、小林光一・片岡聡・柳時熏・羽根直樹・河野臨・関航太郎ら若手が初タイトルとして戴冠することが多い棋戦となっている。
第1期から5期までは、トーナメントの優勝者が天元を名乗る制度であった（決勝戦が五番勝負）。1980年の第6期から、現在の挑戦手合五番勝負になった。
2009年の第35期から、七大タイトル戦では王座戦に続き、持ち時間3時間制を導入した。
2014年の第40期から、七大タイトルの序列4位から5位へ降格した。また2023年以降は序列が4位に変更となる予定。

## 名誉天元
天元戦を5連覇以上した棋士は、60歳以降に「名誉天元」を名乗る権利を得る。
|   | 棋士     | 通算 | 連覇  | 年        |
| - | -------- | ---- | ----- | --------- |
| 1 | 林海峰   | 5期  | 5連覇 | 1989-1993 |
| 2 | 井山裕太 | 8期  | 5連覇 | 2015-2019 |

## 歴代天元位
|    | 棋士     | 生年                   | 初奪年 | 通算 | 連覇 |
| -- | -------- | ---------------------- | ------ | ---- | ---- |
| 1  | 藤沢秀行 | 1925年6月14日          | 1975   | 1期  |      |
| 2  | 小林光一 | 1952年9月10日（72歳）  | 1976   | 5期  | 2連  |
| 3  | 島村俊廣 | 1945年4月18日          | 1977   | 1期  |      |
| 4  | 加藤正夫 | 1947年3月15日          | 1978   | 4期  | 4連  |
| 5  | 片岡聡   | 1958年8月3日（66歳）   | 1982   | 2期  | 2連  |
| 6  | 石田芳夫 | 1948年8月15日（76歳）  | 1984   | 1期  |      |
| 7  | 趙治勲   | 1956年6月20日（68歳）  | 1987   | 2期  | 2連  |
| 8  | 林海峰   | 1942年5月6日（82歳）   | 1989   | 5期  | 5連  |
| 9  | 柳時熏   | 1971年12月8日（53歳）  | 1994   | 4期  | 3連  |
| 10 | 工藤紀夫 | 1940年8月2日（84歳）   | 1997   | 1期  |      |
| 11 | 羽根直樹 | 1976年8月14日（48歳）  | 2001   | 3期  | 3連  |
| 12 | 山下敬吾 | 1978年9月6日（46歳）   | 2004   | 2期  |      |
| 13 | 河野臨   | 1981年1月7日（44歳）   | 2005   | 3期  | 3連  |
| 14 | 張栩     | 1980年1月20日（45歳）  | 2003   | 1期  |      |
| 15 | 結城聡   | 1972年2月11日（53歳）  | 2010   | 1期  |      |
| 16 | 井山裕太 | 1989年5月24日（35歳）  | 2011   | 8期  | 5連  |
| 17 | 高尾紳路 | 1976年10月26日（48歳） | 2014   | 1期  |      |
| 18 | 一力遼   | 1997年6月10日（27歳）  | 2020   | 3期  | 2連  |
| 19 | 関航太郎 | 2001年11月28日（23歳） | 2021   | 2期  | 2連  |

## 歴代挑戦手合
年度は五番勝負が行われた年。第6期から挑戦手合制に移行。左が勝者、◯●は勝者から見た勝敗。網掛けはタイトル保持者、もしくは前期優勝者。
| 期 | 開催年 | 優勝者   | 勝敗    | 準優勝   |
| -- | ------ | -------- | ------- | -------- |
| 1  | 1975   | 藤沢秀行 | 3-1     | 大平修三 |
| 2  | 1976   | 小林光一 | 3-1     | 杉内雅男 |
| 3  | 1977   | 島村俊宏 | 3-1     | 苑田勇一 |
| 4  | 1978   | 加藤正夫 | 3-1     | 藤沢秀行 |
| 5  | 1979   | 加藤正夫 | 3-0     | 片岡聡   |
| 期 | 開催年 | 優勝者   | 勝敗    | 準優勝   |
| 6  | 1980   | 加藤正夫 | 3-0     | 山部俊郎 |
| 7  | 1981   | 加藤正夫 | 3-2     | 小林光一 |
| 8  | 1982   | 片岡聡   | 3-2     | 加藤正夫 |
| 9  | 1983   | 片岡聡   | 3-1     | 淡路修三 |
| 10 | 1984   | 石田芳夫 | 3-1     | 片岡聡   |
| 11 | 1985   | 小林光一 | 3-0     | 石田芳夫 |
| 12 | 1986   | 小林光一 | 3-1     | 苑田勇一 |
| 13 | 1987   | 趙治勲   | 3-2     | 小林光一 |
| 14 | 1988   | 趙治勲   | 3-2     | 苑田勇一 |
| 15 | 1989   | 林海峰   | 3-2     | 趙治勲   |
| 16 | 1990   | 林海峰   | 3-1     | 小林光一 |
| 17 | 1991   | 林海峰   | 3-1     | 加藤正夫 |
| 18 | 1992   | 林海峰   | 3-1     | 山城宏   |
| 19 | 1993   | 林海峰   | 3-1     | 片岡聡   |
| 20 | 1994   | 柳時熏   | 3○●○○1  | 林海峰   |
| 21 | 1995   | 柳時熏   | 3-2     | 小林光一 |
| 22 | 1996   | 柳時熏   | 3○●●○○2 | 林海峰   |
| 23 | 1997   | 工藤紀夫 | 3○○●○1  | 柳時熏   |
| 24 | 1998   | 小林光一 | 3●○○●○2 | 工藤紀夫 |
| 25 | 1999   | 小林光一 | 3○○○0   | 工藤紀夫 |

| 期 | 開催年 | 優勝者   | 勝敗    | 準優勝   |
| -- | ------ | -------- | ------- | -------- |
| 26 | 2000   | 柳時熏   | 3○○○0   | 小林光一 |
| 27 | 2001   | 羽根直樹 | 3●○○○1  | 柳時熏   |
| 28 | 2002   | 羽根直樹 | 3○○○0   | 趙善津   |
| 29 | 2003   | 羽根直樹 | 3●○○●○2 | 山下敬吾 |
| 30 | 2004   | 山下敬吾 | 3○○○0   | 羽根直樹 |
| 31 | 2005   | 河野臨   | 3●○○●○2 | 山下敬吾 |
| 32 | 2006   | 河野臨   | 3○●○○1  | 山下敬吾 |
| 33 | 2007   | 河野臨   | 3●○○○1  | 山下敬吾 |
| 34 | 2008   | 張栩     | 3○○○0   | 河野臨   |
| 35 | 2009   | 山下敬吾 | 3○●○●○2 | 張栩     |
| 36 | 2010   | 結城聡   | 3○○○0   | 山下敬吾 |
| 37 | 2011   | 井山裕太 | 3○○○0   | 結城聡   |
| 38 | 2012   | 井山裕太 | 3○○○0   | 河野臨   |
| 39 | 2013   | 井山裕太 | 3○○○0   | 秋山次郎 |
| 40 | 2014   | 高尾紳路 | 3●○●○○2 | 井山裕太 |
| 41 | 2015   | 井山裕太 | 3○○○0   | 高尾紳路 |
| 42 | 2016   | 井山裕太 | 3○●○○1  | 一力遼   |
| 43 | 2017   | 井山裕太 | 3○○○0   | 一力遼   |
| 44 | 2018   | 井山裕太 | 3○●○●○2 | 山下敬吾 |
| 45 | 2019   | 井山裕太 | 3●○●○○2 | 許家元   |
| 46 | 2020   | 一力遼   | 3○●●○○2 | 井山裕太 |
| 47 | 2021   | 関航太郎 | 3○●○○1  | 一力遼   |
| 48 | 2022   | 関航太郎 | 3○●●○○2 | 伊田篤史 |
| 49 | 2023   | 一力遼   | 3●○○○1  | 関航太郎 |
| 50 | 2024   | 一力遼   | 3○●○○1  | 芝野虎丸 |

## 記録
- 最年長天元は、第3期島村俊宏の65歳。当時の史上最高齢タイトル記録でもあった。
- 最年少天元は、第47期関航太郎の20歳。
- 最多連続在位は林海峰、井山裕太の5期。
- 挑戦手合い制度が採用される以前の第4期までは、天元のタイトルホルダーはトーナメント１回戦で敗退すると言うジンクスがあった。しかし、それを克服して第5期で天元連続獲得を達成したのが加藤正夫である。第6期からは挑戦手合い制度に移行した。
- 山下敬吾は2003年、2005～2007年と挑戦権を獲得しており、本戦トーナメントにおいて22連勝の記録を持っている。
- 趙治勲は第36期まで36期連続本戦出場した[注 1]。

## 昇段規定
- 六段以下の棋士が、天元挑戦権を獲得した場合、七段に昇段する。
- 七段の棋士が天元位を獲得した場合、八段に昇段する。
- 八段で、他のタイトルを1期獲得している棋士が天元を獲得した場合、九段に昇段する。

この規定により、2005年に河野臨、2021年に関航太郎が八段へ、2020年に一力遼、2022年に関が九段へと昇段を果たした。また2003年にこの規定ができた際、柳時熏は過去の天元位4期獲得の実績により、七段から九段へと昇段している。

## 国外の天元戦
他国にも似た名称の棋戦があり、優勝者には天元のタイトルが与えられる。
- バッカス杯天元戦 - 韓国
- 中国囲棋天元戦 - 中国
- 天元戦 (台湾) - 台湾

そのほか国際棋戦があり、中国と日本の天元が対局する「日中天元戦」は1988年から2002年まで開催、中国と韓国の天元が対戦する「中韓天元戦」は1997年から開催されている。